# تعليم مناهض للتعسف
التعليم المناهض للتعسف هو مصطلح جامع للعديد من تيارات التعلم التي تدعو لمواجهة ورفض جذور أفكار التعسف الموجودة في البرامج التعليمية والمجتمع.

## المبدأ
يعتقد المدافعون عن الفكرة عن وجود مباديء ومفاهيم في يعتمدها «التفكير السليم» التي تدعم وتشجع التعسف. والعديد من «التفكير السليم» المعتمد في نشاطات تطوير التعليم تشمل مفاهيم تعسفية مقنعة تساهم في ازدياد التوجه التعليمي نحو التعسف. والحل يكون بالتغيير الجذري لمفاهيم التربويون تجاه فلسفة المنهاج والتعليم وإدارة الحصة الدراسية وثقافة المدرسة. كما يجب إعادة النظر وتحويل أنظمة وهيكلية المدارس. كما يجب إعادة النظر بمفاهيم «التفكير السليم» المعتمدة في مجالات التربية. ومن الطبيعي أن تكون مفاهيم التعليم المناهض للتعسف مختلفة عن المعتاد وأن تكون على الأرجح مزعجة وحتى تثير الانتقادات.

## إقراء أيضا
- بيداغوجي انتقادي
- مكافحة العنصرية في تدريس الرياضيات
- مدارس ديقراطية